# Јабланица (Челић)
Јабланица је насељено мјесто у општини Челић, Босна и Херцеговина.

## Историја
До рата је ово насеље било у саставу општине Лопаре.

## Становништво
|             | 2013.      | 1991.          | 1981.          | 1971.          |
| Укупно      | 0 (0,000%) | 1 119 (100,0%) | 1 275 (100,0%) | 1 336 (100,0%) |
| Срби        | –          | 1 015 (90,71%) | 1 249 (97,96%) | 1 333 (99,78%) |
| Остали      | –          | 64 (5,719%)    | 1 (0,078%)     | –              |
| Југословени | –          | 36 (3,217%)    | 24 (1,882%)    | –              |
| Хрвати      | –          | 4 (0,357%)     | –              | –              |
| Црногорци   | –          | –              | 1 (0,078%)     | –              |
| Бошњаци     | –          | –              | –              | 3 (0,225%)1    |

1. 1 На пописима од 1971. до 1991. Бошњаци су пописивани углавном као Муслимани.